# Афанасій Петрович
Афана́сій Петрович (XVII століття — XVIII століття) — український ливарник, працював переважно в Києві.
Відлив дзвони дзвіниці Софійського собору в Києві, дзвін Кизи-Кермен (з трофейних турецьких гармат) для Полтавського Успенського собору.

## Джерело
- Афанасій Петрович // Мистецтво України : Біографічний довідник. / упоряд.: А. В. Кудрицький, М. Г. Лабінський ; за ред. А. В. Кудрицького. — Київ : «Українська енциклопедія» імені М. П. Бажана, 1997. — С. 29 . — ISBN 5-88500-071-9.